# Helike (Mond)
Helike (auch Jupiter XLV) ist einer der kleineren Monde des Planeten Jupiter.

## Entdeckung
Helike wurde am 6. Februar 2003 von Astronomen der Universität Hawaii entdeckt. Sie erhielt zunächst die vorläufige Bezeichnung S/2003 J 6 und wurde am 30. März 2005 von der Internationalen Astronomischen Union (IAU) offiziell nach der antiken griechischen Stadt Helike benannt.

## Bahndaten
Helike umkreist Jupiter in einem mittleren Abstand von 21.263.000 km in 634 Tagen und 19 Stunden. Die Bahn weist eine Exzentrizität von 0,156 auf. Mit einer Neigung von 154,8° gegen die lokale Laplace-Ebene ist die Bahn retrograd, d. h., der Mond bewegt sich entgegen der Rotationsrichtung des Jupiter um den Planeten. 
Aufgrund seiner Bahneigenschaften wird Helike der Ananke-Gruppe, benannt nach dem Jupitermond  Ananke, zugeordnet.

## Physikalische Daten
Helike  besitzt einen Durchmesser von etwa 4 km. Seine Dichte wird auf 2,6 g/cm³ geschätzt. Er ist vermutlich überwiegend aus silikatischem Gestein aufgebaut. Er weist eine sehr dunkle Oberfläche mit einer Albedo von 0,04 auf, d. h., nur 4 % des eingestrahlten Sonnenlichts werden reflektiert. Seine scheinbare Helligkeit beträgt 22,6m.